# Valeriy Koulikov
Pour les articles homonymes, voir Koulikov.
Valeriy Koulikov, né le 1er septembre 1956 à Zaporijjia, est un officier russe, d'abord commandant adjoint de la flotte de la mer Noire, puis homme politique en Crimée.

## Carrière
Il suit les cours de l'école navale de Sébastopol, de l'Académie navale de Saint-Pétersbourg. Il sert à bord du Slava (futur Moskva) et du croiseur amiral Golovko. De 2010 à 2013, il dirige le département d’entraînement au combat de la flotte de la mer Noire en remplacement de l'amiral Sergueï Viktorovitch Kouzmine. 
Koulikov est membre du Conseil de la fédération de Russie du 19 septembre 2017 au 2 octobre 2020. Le 13 septembre 2020, il est élu député de l'Assemblée législative de Sébastopol sous l'étiquette Russie unie.